# Església Major (métro de Barcelone)
Església Major est une station de la ligne 9 du métro de Barcelone.

## Situation sur le réseau
La station se situe sous la rue Abbé Camil Rosell (Carrer de Mossèn Camil Rosell), sur le territoire de la commune de Santa Coloma de Gramenet. Elle s'intercale entre les stations Fondo et Singuerlín de la ligne 9 du métro de Barcelone.

## Histoire
La station ouvre au public le 13 décembre 2009, à l'occasion de la mise en service d'un premier tronçon de la ligne 9.

## Services aux voyageurs

### Accès et accueil
La station dispose de deux voies superposées, dotées chacune d'un quai latéral équipé de portes palières, un aménagement caractéristique de la L9.